# Hasegawa Koki
Koki Hasegawa (sinh ngày 27 tháng 4 năm 1999) là một cầu thủ bóng đá người Nhật Bản.

## Sự nghiệp câu lạc bộ
Koki Hasegawa đã từng chơi cho FC Tokyo.